# Pulot
Pulot
es una localidad formado por tres barrios sede del municipio filipino de segunda categoría de Sofronio Española perteneciente a la provincia de Paragua en Mimaro, Región IV-B.

## Geografía
Sofronio Española se encuentra situado en la costa este de la Isla de La Paragua frente al mar de Joló, uno de los mares interiores del archipiélago malayo un extenso mar que forma parte del océano Pacífico, y alrededor de 130 km al sur de la capital de la provincia de Puerto Princesa.
Su término municipal inda al noroeste con el municipio de Alfonso XIII (oficialmente Quezón), frente al mar de la China Meridional, al nordeste con el de Narra y al sureste con el de Punta de Brook.
Este barrio urbano de Pulot se sitúa en el extremo sureste del municipio en la franja costera.
Su término linda al nordeste con el barrio de Iraray; al norte con los barrios de Quinlogán y de Calumpang, ambos pertenecientes al municipio de Alfonso XIII (Quezón) situado en la costa occidental de la isla; y al sureste con el barrio de Calasaguen de Punta de Brook en la costa oriental.
Administrativamente agrupa tres barrios urbanos: Pulot Center, Pulot Interior (Pulot II) y Pulot Shore (Pulot I).

### Demografía
El barrio urbano de Pulot contaba en mayo de 2010 con una población de 12 074 habitantes, Pulot Center con 5.713, Pulot Interior (Pulot II) 2097 y Pulot Shore (Pulot I) 4.264.

## Historia
Pulot formaba parte de la provincia española de Calamianes, una de las 35 del archipiélago filipino, en la parte llamada de Visayas. Pertenecía a la audiencia territorial y Capitanía General de Filipinas, y en lo espiritual a la diócesis de Cebú.
En 1858 la provincia fue dividida en dos provincias: Castilla, Asturias, en el sur, con Puerto Princesa como capital y con el territorio de los actuales municipios de Aborlan, Narra, Quezón, Sofronio Española, Punta de Broke, Rizal y Bataraza; y la pequeña isla de Balábac.
Este barrio pasa a formar parte de la provincia de Asturias, formada por un único municipio, Puerto Princesa.
En 1910 se segrega Aborlán.
En virtud de la Orden Ejecutiva número 232, suscrita por el entonces presidente Elpidio Quirino el 28 de junio de 1949, fue creado el municipio de Punta de Brooke.
Los términos de los municipios de Bataraza, Sofronio Española y partes de los de Punta Baja (Rizal), creado el 14 de abril de 1983 con el nombre de Marcos, y Alfonso XIII (Quezón), creado en 1951, fueron segregados de su término.
El 1 de enero de 1964, a iniciativa del entonces congresista Gaudencio Abordo se promulga la Ley de la República N.º 3425 escrito por la que se divide en dos el municipio de Punta de Brooke. La parte sur se denomina municipio de Bataraza en honor del fallecido Datu Bataraza Narrazid. 
Sofronio Española es el municipio más joven de la provincia, creado por plebiscito el 22 de mayo de 1994, a partir de territorios que antes formaban parte de Punta de Brook.

## Enseñanza
En la Escuela de Pulot se imparten los cursos de séptimo a décimo en dieciocho aulas para 1587 estudiantes, con una media de 88 alumnos por aula. Su director es Toto A. Zapanta.